# آریما هاروزمی
آریما هاروزمی (انگلیسی: Arima Haruzumi; ۱ ژانویهٔ ۱۴۸۳ – ۱۹ مارس ۱۵۶۶) سامورایی و یک ارباب فئودال ژاپنی در دوره سنگوکو بود. او که در ابتدا با نام آریما سادازومی شناخته می‌شد، عنوان شوری دایو و سمتی در شوبانشو، نگهبان خصوصی شوگون داشت. در دوره تصدی او به عنوان ارباب، خاندان آریما اوج قدرت خود را در ولایت هیزن داشت و تجارت را در شبه شبه‌جزیره شیمابارا، نزدیک ناگاساکی امروزی را کنترل می‌کرد. آشیکاگا یوشی‌هارو، دوازدهمین شوگون آشیکاگا، با درک اهمیت و قدرت استراتژیک خود، به او اجازه داد تا یک کاراکتر کانجی از نام خود بگیرد و خود را «هاروزومی» بنامد که «هارو» بخشی از نام شوگون «یوشی‌هارو» بود.
پسر و جانشین او آریما یوشی‌سادا نام داشت.